# Парк-Крест (Пенсільванія)
Парк-Крест (англ. Park Crest) — переписна місцевість (CDP) в США, в окрузі Скайлкілл штату Пенсільванія. Населення — 591 особа (2020).

## Географія
Парк-Крест розташований за координатами 40°49′11″ пн. ш. 76°3′33″ зх. д. / 40.81972° пн. ш. 76.05917° зх. д. (40.819833, -76.059111).  За даними Бюро перепису населення США в 2010 році переписна місцевість мала площу 1,84 км², з яких 1,84 км² — суходіл та 0,00 км² — водойми.

## Демографія
Згідно з переписом 2010 року, у переписній місцевості мешкали 542 особи в 234 домогосподарствах у складі 165 родин. Густота населення становила 294 особи/км².  Було 246 помешкань (133/км²).
Расовий склад населення:
| - 99,4 % — білих |

До двох чи більше рас належало 0,2 %. Частка іспаномовних становила 2,0 % від усіх жителів.
За віковим діапазоном населення розподілялося таким чином: 15,5 % — особи молодші 18 років, 64,6 % — особи у віці 18—64 років, 19,9 % — особи у віці 65 років та старші. Медіана віку мешканця становила 48,7 року. На 100 осіб жіночої статі у переписній місцевості припадало 101,5 чоловіків;  на 100 жінок у віці від 18 років та старших — 102,7 чоловіків також старших 18 років.
Середній дохід на одне домашнє господарство  становив 72 937 доларів США (медіана — 63 906), а середній дохід на одну сім'ю — 82 896 доларів (медіана — 73 281). За межею бідності перебувало 6,7 % осіб, у тому числі 0,0 % дітей у віці до 18 років та 3,3 % осіб у віці 65 років та старших.
Цивільне працевлаштоване населення становило 244 особи. Основні галузі зайнятості: освіта, охорона здоров'я та соціальна допомога — 23,8 %, виробництво — 19,7 %, роздрібна торгівля — 15,2 %.